# Werneck (Schweinfurt)
Werneck é uma cidade do distrito de Schweinfurt, região administativa da Baixa Francónia, na Baviera, Alemanha. Está localizada 12 km a sudoeste da cidade de Schweinfurt, entre esta e a cidade de Würzburg.
Como a palavra Ecke significa canto em alemão, o nome Werneck pode ser interpretado como "canto do rio Wern".
Possui um belo palácio, o Schloss Werneck (castelo de Werneck), projetado por Balthasar Neumann e Johann Lukas von Hildebrandt para ser residência de verão do príncipe-bispo de Würzburg, Friedrich Karl von Schönborn, um dos irmãos que construiram também a Würzburger Residenz.  O castelo de Werneck foi construído de 1733 a 1745. Desde 1855 é um hospital especializado em psiquiatria (um das mais antigos da Alemanha) e ortopedia.

## Ligações externas

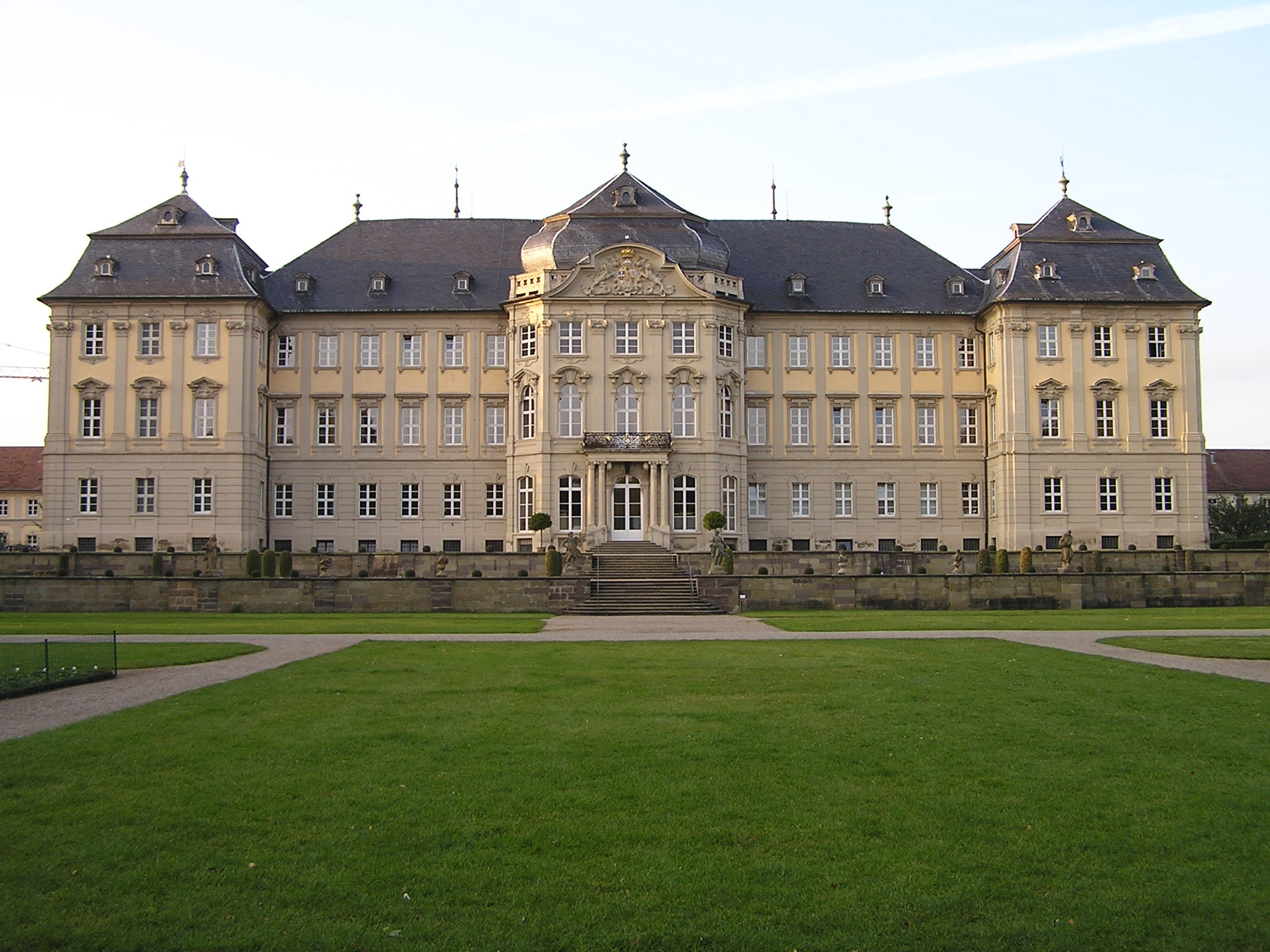
Castelo de Werneck.